# La Voix des sports
La Voix des sports est un hebdomadaire régional du Nord-Pas-de-Calais appartenant au groupe de presse La Voix du Nord. Publié chaque lundi, le journal revient sur les événements sportifs du week-end écoulé, avec une grande partie consacrée à l'actualité des clubs sportifs de la région.
Du 7 octobre 2019 au 30 décembre 2024 La Voix des Sports a édité un magazine en papier glacé chaque lundi en plus du journal.